# ケビン・パルマー
ケビン・パルマー（Kevin Palmer、1987年6月21日 - ）は、アメリカ合衆国・メリーランド州出身の男子プロバスケットボール選手である。ポジションはガード、フォワード。Bリーグ・B1の秋田ノーザンハピネッツに所属していた。

## 来歴
セシルコミュニティカレッジからテキサスA&M大学・コーパスクリスティを経て、NBAのサマーリーグにワシントン・ウィザーズの一員として参加するが、パルマーはウィザーズから解雇され、サンアントニオ・スパーズに移籍。プロ最初のシーズンとなった2010-11シーズンは、スパーズと提携するNBADLのオースティン・トロスでプレーした。
2011-12シーズン、bjリーグのライジング福岡に入団。オールスターゲームにも出場し、ベスト5にも選出された。シーズン終了後、パルマーとの交渉権は千葉ジェッツに金銭トレードされたが、契約には至らなかった。
2012-13シーズンはギリシャA1バスケットボールリーグのK.A.O.D.と契約した。
2013年7月15日、パルマーはイスラエル・バスケットボール・プレミアリーグのハポエル・エイラートと契約した。
2015年6月6日、パルマーはハポエル・エイラートと再び契約し、その後同じくイスラエルリーグのマッカビ・リション・レジオンに移籍した。
2016年8月、Bリーグ・B1の秋田ノーザンハピネッツと契約
することが、チームから発表された。

## 成績
| シーズン | チーム | GP | GS | MPG  | FG%  | 3P%  | FT%  | RPG | APG | SPG | BPG | PPG  |
| -------- | ------ | -- | -- | ---- | ---- | ---- | ---- | --- | --- | --- | --- | ---- |
| 2011-12  | 福岡   | 52 | 51 | 30.6 | .492 | .321 | .722 | 7.4 | 2.3 | 2.5 | 0.5 | 21.6 |
| 2016-17  | 秋田   | 29 | 11 | 19.0 | .433 | .346 | .667 | 5.0 | 1.9 | 1.6 | 0.2 | 12.0 |